# Bóng của Trái Đất

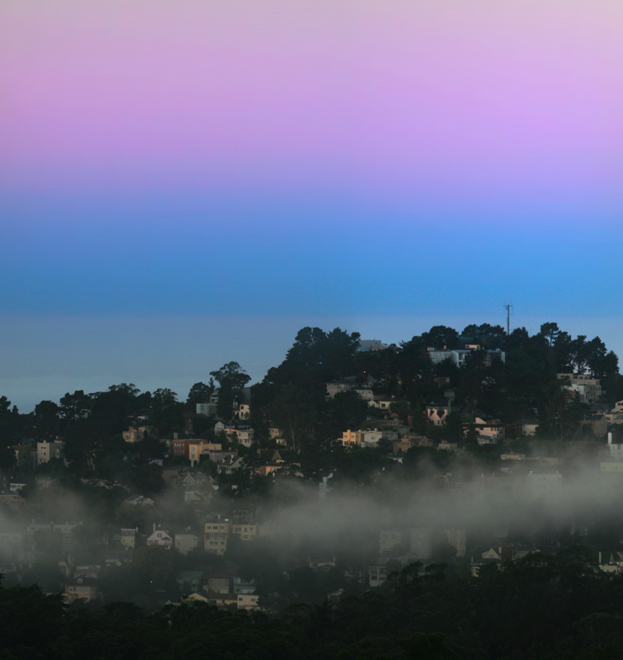
Bóng của Trái Đất (màu xanh) và Vành đai Sao Kim (màu hồng) vào lúc bình minh, nhìn thấy phía trên đường chân trời nơi bầu trời gặp biển, nhìn về phía tây từ Twin Peaks, San Francisco.

Bóng của Trái Đất hay bóng Trái Đất là bóng mà chính Trái Đất chiếu vào bầu khí quyển và ra ngoài vũ trụ, hướng về điểm đối nhật. Vào lúc chạng vạng (cả hoàng hôn sớm và bình minh muộn), rìa có thể nhìn thấy của vùng bóng tối (đôi khi được gọi là phân đoạn tối hoặc nêm hoàng hôn) xuất hiện trên bầu trời trông như một dải tối và khuếch tán thấp phía trên đường chân trời, nó được thấy rõ ràng nhất khi bầu trời quang đãng.
Vì đường kính của Trái Đất gấp 3,7 lần Mặt Trăng nên chiều dài của vùng bóng tối của hành tinh tương ứng gấp 3,7 lần chiều dài vùng bóng tối của Mặt Trăng: khoảng 1.400.000 km (870.000 mi).

## Hình dạng

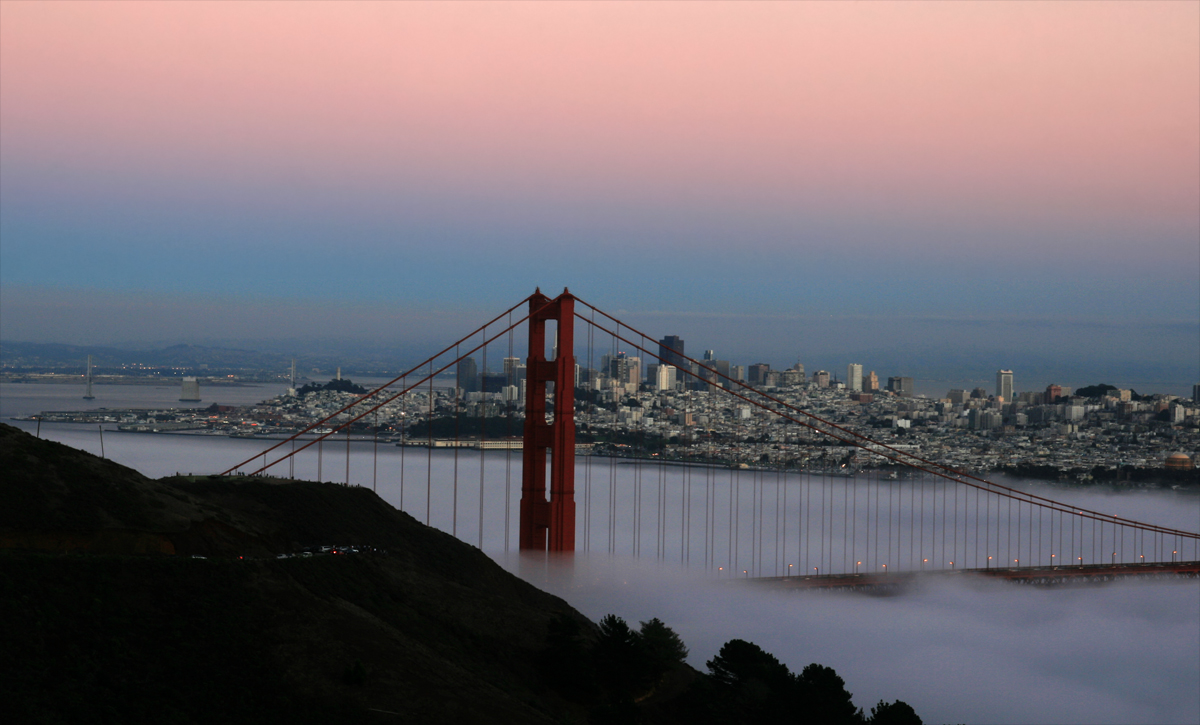
Bóng của Trái Đất và Vành đai sao Kim vào lúc hoàng hôn, nhìn về hướng đông từ Mũi đất Marin ngay phía bắc San Francisco vào tháng 10 năm 2010.

Bóng của Trái Đất chiếu lên bầu khí quyển có thể được nhìn thấy trong giai đoạn "dân dụng" (civil) của chạng vạng, giả sử bầu trời quang đãng và đường chân trời tương đối không bị cản trở. Rìa của bóng tối xuất hiện dưới dạng một dải màu xanh lam đậm đến tía trải dài trên 180° của đường chân trời phía đối diện với Mặt Trời, tức là trên bầu trời phía đông lúc hoàng hôn và trên bầu trời phía tây lúc bình minh. Trước lúc Mặt Trời mọc, bóng của Trái Đất lùi dần đi khi Mặt Trời đang dần lên cao; và sau khi Mặt Trời lặn, bóng tối dần nhô lên khi Mặt Trời lặn dần.
Bóng của Trái Đất được thấy rõ nhất khi đường chân trời thấp, chẳng hạn như trên biển và khi điều kiện bầu trời quang đãng. Ngoài ra, độ cao của người quan sát càng cao để xem đường chân trời, bóng càng xuất hiện càng sắc nét.

## Vành đai sao Kim

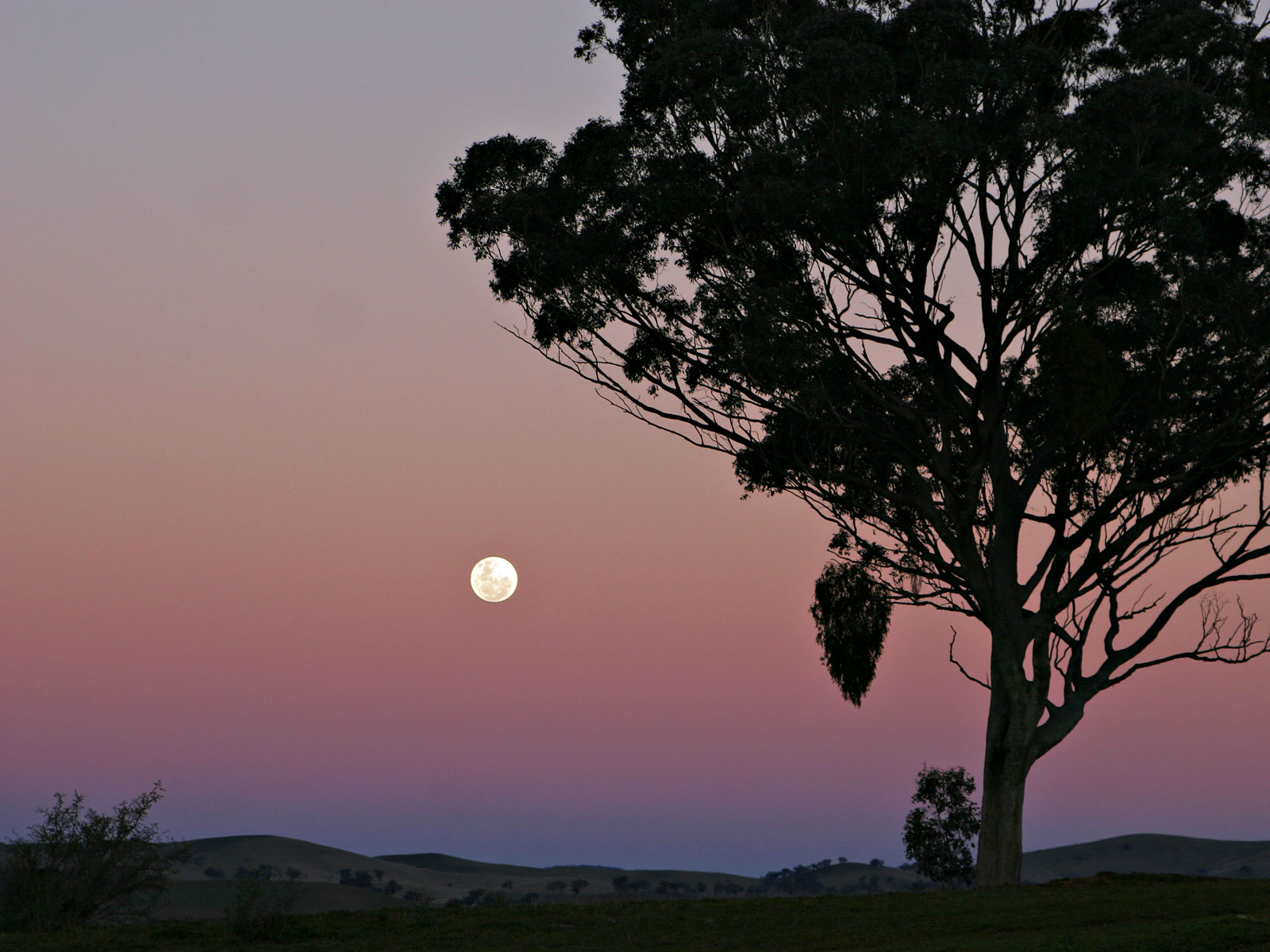
Trăng tròn mọc lên, được thấy qua Vành đai Sao Kim. Một phần rất nhỏ của bóng của Trái Đất (màu xanh đậm) cũng có thể được thấy trong hình ảnh này, nhưng đường chân trời ở đây quá cao để có thể nhìn thấy nhiều bóng của Trái Đất hơn.

Một hiện tượng liên quan trên cùng phía của bầu trời là Vành đai Sao Kim, hay dải đối hoàng hôn, là một dải trời màu hồng có thể nhìn thấy phía trên phần bóng xanh của bóng của Trái Đất, được đặt tên theo hành tinh Sao Kim (mặc dù hành tinh này không bao giờ xuất hiện trên bầu trời ở phía đối diện với Mặt Trời và do đó không nằm trong vành đai sao Kim). Không có đường xác định nào phân chia bóng của Trái Đất và Vành đai sao Kim; hai dải màu hòa quyện vào nhau trên bầu trời.
Vành đai sao Kim là hiện tượng khá là khác với vầng afterglow nếu vầng đó xuất hiện ở phần bầu trời đối diện hình học với nó.

### Màu sắc
Khi Mặt Trời ở gần đường chân trời xung quanh hoàng hôn hoặc bình minh, ánh sáng mặt trời xuất hiện màu đỏ. Điều này là do các tia sáng đang xuyên qua một lớp rất dày của bầu khí quyển, hoạt động như một bộ lọc, tán xạ tất cả trừ các bước sóng dài hơn (đỏ hơn). Từ góc nhìn của người quan sát, ánh sáng mặt trời đỏ chiếu sáng trực tiếp các hạt nhỏ trong bầu khí quyển thấp hơn trên bầu trời đối diện với Mặt trời. Ánh sáng đỏ bị tán xạ ngược lại đối với người quan sát, đó là lý do khiến Vành đai Sao Kim xuất hiện màu hồng.
Mặt Trời lặn càng xuống thấp, ranh giới giữa bóng của Trái Đất và Vành đai Sao Kim càng ít được xác định. Điều này là do Mặt Trời lúc này chiếu sáng một phần mỏng hơn của bầu khí quyển phía trên. Ở đó, ánh sáng đỏ không bị tán xạ vì có ít hạt hơn và mắt chỉ nhìn thấy bầu trời xanh "bình thường" (thông thường), đó là do sự tán xạ Rayleigh từ các phân tử không khí. Cuối cùng, cả bóng của Trái Đất và vành đai Sao Kim hòa tan vào bóng tối của bầu trời ban đêm.

## Màu của nguyệt thực

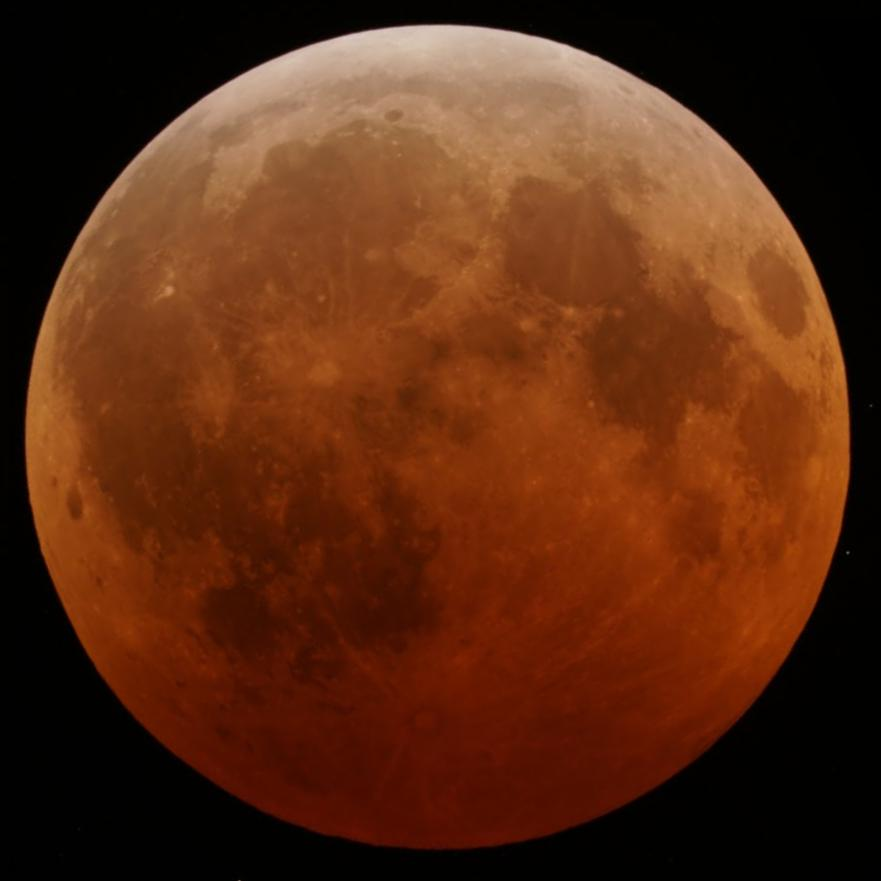
Nguyệt thực toàn phần vào ngày 21 tháng 12 năm 2010, cho thấy ánh sáng đỏ chiếu lên bề mặt Mặt Trăng.

Bóng của Trái Đất cũng cong như hành tinh và vùng bóng tối của nó kéo dài 1.400.000 km (870.000 mi) vào không gian bên ngoài. (Tuy nhiên, antumbra kéo dài vô tận.) Khi Mặt Trời, Trái Đất và Mặt Trăng thẳng hàng hoàn hảo (hoặc gần như vậy) với Trái Đất nằm giữa Mặt Trời và Mặt Trăng, bóng của Trái Đất đổ xuống bề mặt Mặt Trăng phía đối diện với mặt đêm của hành tinh này, đến nỗi bóng tối dần làm tối trăng tròn, gây ra nguyệt thực.
Tuy nhiên, ngay cả trong nguyệt thực toàn phần, một lượng nhỏ ánh sáng mặt trời vẫn chiếu tới Mặt Trăng. Ánh sáng mặt trời gián tiếp này đã bị khúc xạ khi nó đi qua bầu khí quyển của Trái Đất. Các phân tử không khí và các hạt trong bầu khí quyển của Trái Đất làm tán xạ các bước sóng ngắn hơn của ánh sáng mặt trời; do đó, chỉ các bước sóng dài hơn của ánh sáng đỏ mới tới được Mặt Trăng, giống như cách ánh sáng mặt trời lúc hoàng hôn hoặc bình minh xuất hiện màu đỏ. Ánh sáng màu đỏ yếu này mang đến cho Mặt Trăng bị che khuất một màu đỏ mờ hoặc màu đồng.